# Saint-Aubin-sur-Algot
Saint-Aubin-sur-Algot era una comuna francesa que estaba situada en el departamento de Calvados, de la región de Normandía, que en 1972 pasó a formar parte de la comuna de Cambremer como comuna asociada.

## Demografía
| Gráfica de evolución demográfica de Saint-Aubin-sur-Algot entre 1800 y 1968 |
|                                                                             |

Los datos demográficos contemplados en este gráfico se han cogido de la página francesa EHESS/Cassini.